# Vallino (famiglia)
La famiglia Vallino è una nobile casata piemontese con una lunga e prestigiosa tradizione. Discendenti di un antico lignaggio, si sono distinti nei secoli per il contributo militare alla difesa e alla guida delle terre locali, annoverando tra i suoi membri numerosi condottieri e signori feudali. Oltre ai successi militari, i Vallino vantano anche un elevato numero di cavalieri, simbolo del loro impegno e valore sia in campo bellico che civile.

## Personaggi illustri
- Guglielmo Vallino (XVI secolo), castellano di Lanzo Torinese.[1]
- Francesco Vallino (XVI secolo), “soprintendente alle cose minute” della Cittadella di Torino e successivamente "responsabile per le opere edili" della cittadella di Vercelli.[2]
- Bernardino Vallino (XVII secolo), possiede parte della giurisdizione di Montiglio.
- Francesco Vallino (XVII secolo), colonnello e “ayde di campo” di Cristina di Borbone-Francia, donato per il suo servizio di Cavagnolo, di San Sebastiano e di Piazzo.[3]
- Tommaso Vallino (XVII secolo), capitano e “conservatore delle cacce di Sua Altezza” dotato di livrea.
- Cav. Giuseppe Vallino (1719-1802), matematico, brigadiere generale d’armata e governatore del forte di Verrua. Decorato della croce dell’Ordine dei Santi Maurizio e Lazzaro.[4]
- Leone Vallino (1760-?), prete, cappellano del Duca d'Orléans, parroco di Villareggia.[4]
- Cav. Vittorio Vallino (XVIII secolo), notaio di Vonzo.[5]
- Cav. - Vallino (?-1855), capitano di stato maggiore morto nella Guerra di Crimea.[6]
- Cav. Bernardino Vallino (XIX secolo), presidente del tribunale militare di Milano, colonnello comandante nello stato maggiore delle piazze e al comando del circondario di Milano.[7][8]
- Vincenzo Vallino (XIX secolo), tenente nello stato maggiore delle piazze poi capitano di fanteria [9]
- Bonaventura Vallino (?-1859), martire caduto nella Battaglia di San Martino.[10]
- Cav. Domenico Vallino (1842-1913), primo segretario della sezione biellese del Club Alpino Italiano (CAI), Sindaco di Biella dal 1898 al 1901 e amministratore del Santuario di Oropa fino al 1911.[11]
- Cav. Francesco Vallino (XIX secolo), segretario principale dei servizi di movimento e del traffico per le Ferrovie dello Stato Italiane.[12]
- Cav. Dott. Filippo Vallino (1847-1916), medico e botanico, a lui è dedicata la pianta "Euphorbia Valliniana".[13][14]
- Comm. Mario Vallino (?-1925),  prima direttore tecnico poi amministratore delegato della Ansaldo, partecipò alla costruzione e al varo della corazzata Giulio Cesare, membro del consiglio direttivo della Regia Scuola Superiore Navale di Genova.[15][16]
- Tullio Vallino (1900-1958), avvocato, membro del CLN e assessore nella prima giunta comunale di Milano.[17]
- Gr. Uff. Ermanno Vallino (1940), Generale di Corpo d'Armata insignito della Croce d'oro per anzianità di servizio.[18]
- Dina Vallino (1941-2014), educatrice, pedagogista e scrittrice nell’ambito dell'educazione infantile.[19]
- Fiorenza Vallino (1948), giornalista, fondatrice e direttrice di iO Donna.[20]